# Рассвет (Давлекановский район)
Рассве́т (баш. Рассвет) — село в Давлекановском районе Республики Башкортостан Российской Федерации. Административный центр Рассветовского сельсовета.

## География

### Географическое положение
Расстояние до:
- районного центра (Давлеканово): 14 км,
- ближайшей ж/д станции (Давлеканово): 14 км.

## Население
| 2002 | 2009 | 2010 |
| ---- | ---- | ---- |
| 370  | ↗380 | ↗390 |

### Национальный состав
Согласно переписи 2002 года, преобладающая национальность — русские (51 %).